# Во-сюр-Морж
Во-сюр-Морж (фр. Vaux-sur-Morges) — громада  в Швейцарії в кантоні Во, округ Морж.

## Географія
Громада розташована на відстані близько 90 км на південний захід від Берна, 13 км на захід від Лозанни.
Во-сюр-Морж має площу 2,1 км², з яких на 10,5% дозволяється будівництво (житлове та будівництво доріг), 75,2% використовуються в сільськогосподарських цілях, 14,3% зайнято лісами, 0% не є продуктивними (річки, льодовики або гори).

## Демографія
2019 року в громаді мешкало 196 осіб (+16,7% порівняно з 2010 роком), іноземців було 19,4%. Густота населення становила 93 осіб/км².
За віковим діапазоном населення розподілялося таким чином: 28,1% — особи молодші 20 років, 54,1% — особи у віці 20—64 років, 17,9% — особи у віці 65 років та старші. Було 60 помешкань (у середньому 3,3 особи в помешканні).